# Analyse stratégique
Pour l’article homonyme, voir Analyse stratégique (sociologie).
L'analyse stratégique d'une entreprise est le processus d'analyse de la situation de cette entreprise ou d'un de ses domaines d'activité stratégique par rapport à son environnement, son marché, ses concurrents et leurs stratégies actuelles et potentielles dans le futur et ses capacités actuelles et futures. L'analyse stratégique est une des activités essentielles des cabinets de conseil en stratégie et management.
Elle s’inscrit dans la volonté de comprendre l’environnement, la nature et l’organisation de la compétition. Elle favorise la prise de décisions du dirigeant dans la formulation et la mise en œuvre de la politique générale de son organisation. Elle dépasse le cadre historique de l’analyse concurrentielle qui limite traditionnellement son diagnostic aux compétiteurs.
Il existe une méthode permettant de cadrer cette analyse, la méthode MACTOR.